# Oezbeeks
Het Oezbeeks (O‘zbek tili; cyrillisch: Ўзбек тили) is een Oost-Turkse taal die de officiële taal van Oezbekistan is. Ze wordt gesproken door 30 tot 35 miljoen mensen in Oezbekistan en andere landen in Centraal-Azië. Het Oezbeeks behoort tot de Qarluq-familie van de Turkse talen, hetgeen onder andere blijkt uit het feit dat het lexicon en de grammatica het meest op het Oeigoers lijken. Andere invloeden komen uit het Perzisch, het Arabisch en het Russisch.

## Alfabet

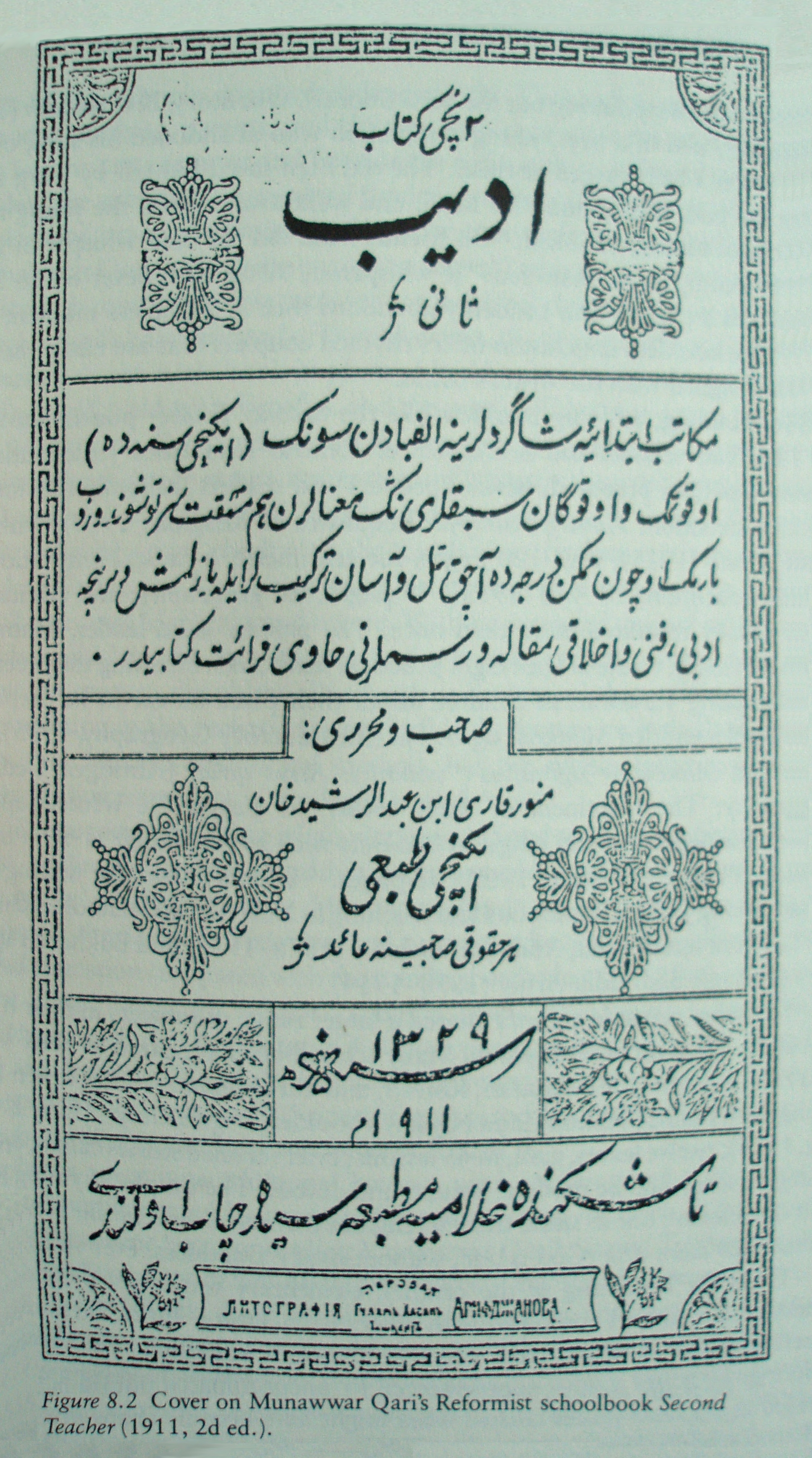
Het Oezbeeks geschreven in het Arabisch schrift in 1911

Het Oezbeeks wordt officieel in het Latijns alfabet geschreven, maar het Cyrillisch wordt ook nog vaak gebruikt, en in het verleden werd het Arabisch alfabet gehanteerd.
Voor 1928 werd het Oezbeeks, net als vele andere talen in Centraal-Azië, geschreven in het Arabisch alfabet. Na 1928 werd het Latijnse alfabet gebruikt, vooral omdat andere Turkse talen dit toen ook deden. Vanaf 1940 echter, onder het Russische bewind van Jozef Stalin, werd omgeschakeld naar het Cyrillische alfabet. Dat werd uitsluitend gebruikt tot 1992, toen Oezbekistan onafhankelijk werd en het Latijnse alfabet werd geherintroduceerd. Tegenwoordig wordt de taal officieel in het Latijnse alfabet geschreven, hoewel het gebruik van het Cyrillische alfabet nog wijdverbreid is. De omschakeling begon in 1997 en de officiële streefdatum was eerst 1 januari 2005, maar is inmiddels met een paar jaar uitgesteld. Inmiddels is een groot deel van het onderwijs op het Latijnse alfabet overgegaan. In 2001 werd de munteenheid in het Latijnse alfabet omgezet en in 2004 schakelden de meeste websites hiernaar over. Ook zijn de meeste straatnaamborden inmiddels veranderd. In de praktijk worden beide alfabetten echter naast elkaar gebruikt doordat de oudere generatie gewend is om het Cyrillische alfabet te gebruiken en de publicatie van boeken door geldgebrek nog weinig in het Latijns alfabet wordt geschreven. De verwachting is dat beide alfabetten nog langere tijd naast elkaar zullen worden gebruikt, hoewel van hogerhand het gebruik van Cyrillisch wel wordt ontmoedigd.
De onderstaande tabel toont het officiële Latijnse en Cyrillische alfabet van het Oezbeeks en de bijbehorende uitspraak in fonetische tekens.
| Latijns | Cyrillisch | IPA     |
| ------- | ---------- | ------- |
| A a     | А а        | /a, æ/  |
| B b     | Б б        | /b/     |
| D d     | Д д        | /d̪/     |
| E e     | Е е, Э э   | /e/     |
| F f     | Ф ф        | /ɸ/     |
| G g     | Г г        | /g/     |
| H h     | Ҳ ҳ        | /h/     |
| I i     | И и        | /i, ɨ/  |
| J j     | Ж ж        | /dʒ/    |
| K k     | К к        | /k/     |
| L l     | Л л        | /l/     |
| M m     | М м        | /m/     |
| N n     | Н н        | /n/     |
| O o     | О о        | /ɒ , o/ |
| P p     | П п        | /p/     |

| Latijns | Cyrillisch | IPA    |
| ------- | ---------- | ------ |
| Q q     | Қ қ        | /q/    |
| R r     | Р р        | /r/    |
| S s     | С с        | /s/    |
| T t     | Т т        | /t̪/    |
| U u     | У у        | /u, y/ |
| V v     | В в        | /w/    |
| X x     | Х х        | /χ/    |
| Y y     | Й й        | /j/    |
| Z z     | З з        | /z/    |
| O’ o’   | Ў ў        | /ɤ̟/    |
| G’ g’   | Ғ ғ        | /ʁ/    |
| Sh sh   | Ш ш        | /ʃ/    |
| Ch ch   | Ч ч        | /tʃ/   |
| '       | ъ          | /ʔ/    |

## Voorbeeld
Artikel 1 van de Universele Verklaring van de Rechten van de Mens
| Oezbeeks (Latijns schrift)    | Barcha odamlar erkin, qadr-qimmat va huquqlarda teng bo‘lib tug‘iladilar. Ular aql va vijdon sohibidirlar va bir-birlari ila birodarlarcha muomala qilishlari zarur.                        |
| Oezbeeks (Cyrillisch schrift) | Барча одамлар эркин, қадр-қиммат ва ҳуқуқларда тенг бўлиб туғиладилар. Улар ақл ва виждон соҳибидирлар ва бир-бирлари ила биродарларча муомала қилишлари зарур.                             |
| Oezbeeks (Arabisch schrift)   | برچه آدملر ایرکین، قدر-قیمت و حقوقلرده تنگ بولیب توغیله دیلر. اولر عقل و وجدان صاحبیدیلر و بیر-بیرلری ایله برادرلرچه معامله قیلیشلری ضرور.                                                  |
| Nederlands                    | Alle mensen worden vrij en gelijk in waardigheid en rechten geboren. Zij zijn begiftigd met verstand en geweten, en behoren zich jegens elkander in een geest van broederschap te gedragen. |

## Grammatica

### Meervoud
De vorming van het meervoud is vergelijkbaar met andere Turkse talen. Het wordt gevormd door het achtervoegsel -lar. Na een telwoord wordt dit echter niet gebruikt.